# Argentona
Argentona ist eine katalanische Ortschaft in der Provinz Barcelona im Nordosten Spaniens. Sie liegt in der Comarca Maresme.